# Teofano (865-897)
Teofano (Costantinopoli, 865 – Costantinopoli, 10 novembre 897) è stata un'imperatrice bizantina.
Fu Basilissa dei Romei (imperatrice d'Oriente), in quanto moglie di Leone VI il Saggio.

## Biografia
Figlia del patrikios Costantino Martinakios, a quindici anni fu scelta come sposa del co-imperatore, Leone, di un anno più grande. La scelta fu operata dall'imperatore Basilio I e da sua moglie, Eudocia, che vagliarono diverse candidature. Le nozze si celebrarono nell'882.

Pochi mesi dopo la moglie dell'imperatore morì; Teofano ottenne il titolo di augusta.
Quando nacque la prima figlia le fu imposto il nome Eudokia, in aperto omaggio alla madre di Leone.
Leone, accusato di avere ordito una congiura contro l'imperatore Basilio, rischiò di essere accecato e di venire bandito dall'impero. La pena fu commutata nel carcere. Dopo essere stato fustigato Leone fu imprigionato per tre anni e Teofano volle condividere la stessa pena con il marito insieme alla figlia appena nata.
Il 20 luglio 886 Leone fu reintegrato nei suoi poteri e la coppia ritornò a palazzo. La figlia Eudocia però era deceduta. Nello stesso anno morì anche Basilio (per un incidente in una battuta di caccia) e Leone salì sul trono imperiale. La cerimonia di incoronazione si svolse il 9 agosto dell'886; con lui Teofano divenne imperatrice.
Dopo la morte della figlia Teofano preferì la vita ascetica agli agi del palazzo imperiale. Decise di praticare le stesse rinunce dei monaci, nel vitto e nel vestiario: iniziò a cibarsi di semplici verdure e indossò il saio. Leone, che cercava una successione dinastica per via maschile, decise di accompagnarsi a un'altra donna, Zoe (893).
Verso la fine della sua vita Teofano si ritirò in un convento vicino al porto delle Blacherne, dove morì nell'897.
Fu sepolta nella Basilica dei Santi Apostoli, ovvero il mausoleo imperiale bizantino.

Il giorno della cerimonia funebre, che doveva essere una fredda giornata autunnale, si ebbe un inspiegabile rialzo della temperatura. Fu il primo miracolo attribuito all'imperatrice. Leone, nonostante si fosse risposato (con Zoe) non intralciò la causa di beatificazione che seguì. Anzi, fece edificare una chiesa alla memoria della moglie.

Negli anni seguenti la fama della santità di Teofano non fece che aumentare: in tutto l'impero bizantino si diffuse il suo modello di moglie e madre imperiale.

## Culto
È venerata come santa dalla Chiesa ortodossa greca che la ricorda il 10 novembre.